# Фланъри О'Конър
Фланъри О'Конър (на английски: Flannery O'Connor) е американска есеистка и писателка на произведения в жанра социална драма и документалистика.

## Биография и творчество
Мери Фланъри О'Конър е родена на 25 март 1925 г. в Савана, Джорджия, САЩ. Тя е единственото дете в римокатолическото семейство на Едуард О’Конър, агент по недвижими имоти, и Реджина Клайн, които са от ирландски произход. През 1940 г. семейство ѝ се премества в Миледжвил, Джорджия. През 1937 г. баща ѝ е диагностициран със системен лупус еритематозус и умира през 1941 г. Учи в енорийски училища и завършва гимназия през 1942 г., в която работи като художествен редактор на училищния вестник. Следва в девическия колеж на Джорджия (сега колеж и държавен университет на Джорджия) в ускорена тригодишна програма и завършва през юни 1945 г. с бакалавърска степен по социология и английска филология. Докато следва, прави значително количество карикатури за студентския вестник.
През 1945 г. е приета в Писателската работилница на Айова към Университета на Айова, където за първи път учи журналистика. Там се запознава с няколко писатели и критици, които изнасят лекции или преподават в програмата, сред които Робърт Пен Уорън, Джон Рансъм, Роби Маколи и други. Получава магистърска степен от Университета на Айова през 1947 г. с дипломна работа от няколко разказа и остава още една година със стипендия. В писателската работилница започва ръкописа на първия си роман, като продължава работата си по него през 1948 г. в имението „Ядо“, общност на творци в Саратога Спрингс, щат Ню Йорк, където също завършва няколко разказа. През 1949 г. се запознава с Робърт Фицджералд, известен преводач на класици, и съпругата му Сали, и остава при тях в Риджфийлд, Кънектикът. През 1951 г. с майка си се преместват във фермата „Андалусия“ край Миледжвил, където Мери живее до смъртта си.
Първият ѝ роман „Мъдра кръв“ е издаден през 1949 г. Романът представя мрачно комични истории за религиозни вярвания. Главен герой е бившият военнослужещ, който изоставя своята фундаменталистка вяра, за да стане проповедник на антирелигия в град Тенеси, създавайки „Църквата без Христос“. Други герои са младият Енох, прекланящ се пред музейна мумия, евангелизаторът Хувър Шоутс, създал „Светата църква на Христос без Христос“, и Аса Хоукс, който като странстващ проповедник се преструва, че се е ослепил, за да покаже вярата си в изкуплението. Романът, съставен от гротескни герои, е известен със своите остроумни характеристики, иронична символика и използване на южен диалект. През 1979 г. е екранизиран от режисьора Джон Хюстън в едноименния филм с участието на Брад Дуриф, Нед Бийти и Хари Дийн Стантън.
Писателката е известна предимно с разказите си, които са публикувани в няколко сборника и в големи антологии. Творчеството ѝ може да бъде разделено на четири периода, като всеки проследява развитието на писателката. Често в произведенията ѝ присъстват мотивите за инвалидността, срещат се и брутални сцени. Героите се характеризират с ограничени възприятия. О'Конър засяга и доста актуални теми, с които се сблъскват нейните герои, например холокоста в „Интернирано лице“.
До лятото на 1952 г. тя е диагностицирана с лупус. След поставянето на диагнозата има продължително лечение и живее дванадесет години, със седем години повече от очакваното, като продължава да пише и да изнася лекции въпреки опустошителния ефект на стероидните лекарства, които приема. През 1962 г. тя получава почетни докторски степени от колежа „Света Мария“ в Нотр Дам, Индиана, и от колежа „Смит“ през 1963 г.
Фланъри О'Конър умира от усложнения от нова атака на лупус след операция за миома на матката на 3 август 1964 г. в Миледжвил, Джорджия. Къщата ѝ от детството в Савана е превърната в къща музей, както и къщата ѝ във фермата „Андалусия“, които са посветени на нейната литературна дейност.
Посмъртно издаденият ѝ сборник „Пълните разкази“ печели Националната награда за книга на САЩ през 1972 г. През 2015 г. Пощенската служба на САЩ издава пощенска марка в нейна почит. През 1983 г. университетът на Джорджия учредява на нейно име литературна награда за сборник с разкази.

## Произведения

### Самостоятелни романи
- Wise Blood (1949)[1][4]
Мъдра кръв (сборник с романи и разкази), изд.: „Хр. Г. Данов“, Пловдив (1986), прев. Людмила Колечкова
- The Violent Bear it Away (1960)
„И насилниците го грабят...“ в сборника „Мъдра кръв“, изд.: „Хр. Г. Данов“, Пловдив (1986), прев. Людмила Колечкова[7]

### Новели
- The Displaced Person (1955)[1][2]
Интернирано лице, сп. „Съвременник“ бр.4 (2016), прев. Здравка Евтимова
- Everything That Rises Must Converge: A Story (1965)

### Сборници
- The Artificial Nigger (1955)[1][2][4]
- A Good Man Is Hard to Find (1955)[3]
- Everything That Rises Must Converge (1965)[2]
- Mystery and Manners (1969) – есета[2]
- The Complete Stories (1971)
- Flannery O'Connor (1973)

### Разкази (частично)
- The Geranium (1946)[4][6]
- A Stroke of Good Fortune (1949)[1][2]
- A Late Encounter with the Enemy (1952)
„Закъсняла среща с врага“ в сборника „Мъдра кръв“, изд.: „Хр. Г. Данов“, Пловдив (1986), прев. Людмила Колечкова
- A Good Man's Hard to Find (1953)
„Трудно е да намериш добър човек“ в сборника „Мъдра кръв“
- The Life You Save May Be Your Own (1953) – награда „О. Хенри“
„Животът, който ще спасиш, може да е твоят“ в сборника „Мъдра кръв“
Животът, който спасяваш, е може би твоят, сп. „Съвременник“ бр.1 (2012), прев. Здравка Евтимова
- The River (1953)
„Реката“ в сборника „Мъдра кръв“
- A Circle in the Fire (1954)
„Кръг в огъня“ в сборника „Мъдра кръв“
- A Temple of the Holy Ghost (1954)
„Храмът на Светия дух“ в сборника „Мъдра кръв“
- Good Country People (1955)
„Добри хора от народа“ в сборника „Мъдра кръв“
Добри хора от провинцията, сп. „Съвременник“ бр.1 (2014), прев. Здравка Евтимова
- Judgement Day (1956)
- The Artificial Nigger (1957)
„Изкуственият негър“ в сборника „Мъдра кръв“
- Greenleaf (1957) – награда „О. Хенри“
- The Comforts of Home (1960)
- Everything That Rises Must Converge (1965)

### Документалистика
- The Habit of Being (1979) – кореспонденция[1]
- The Presence of Grace and Other Book Reviews (1983)

### Екранизации
- 1957 Schlitz Playhouse of Stars – тв сериал, 1 епизод
- 1974 A Circle in the Fire
- 1977 The River
- 1977 The Displaced Person – тв филм
- 1979 Wise Blood
- 1990 Katafalk
- 1992 Black Hearts Bleed Red – късометражен
- 1993 Хромые внидут первыми – с Виктор Сухоруков
- 1995 Yer Çekimli Asklar – по разказ
- 2014 De Verloren Zoon – тв филм
- 2020 A Good Man Is Hard to Find – късометражен
- 2021 American Masters – тв сериал, 1 епизод